# آكرون
أكرون (بالإنجليزية: Akron)، هي مدينة تقع في مقاطعة سميت بولاية أوهايو في الولايات المتحدة، وتُعد مركز المقاطعة الإداري. تحتل المدينة المرتبة الخامسة من حيث عدد السكان في أوهايو، حيث بلغ عدد سكانها 190,469 حسب تعداد عام 2020. ويبلغ عدد سكان المنطقة الحضرية لأكرون، التي تشمل مقاطعتي سميت وبورتاج، حوالي 702,219 نسمة. تقع أكرون على الحافة الغربية لهضبة أليغيني الجليدية في شمال شرق أوهايو، على بعد نحو 40 ميلًا (64 كيلومترًا) جنوب وسط مدينة كليفلاند.
تم استيطان المدينة لأول مرة في عام 1810، وأسسها سايمون بيركنز وبول ويليامز عام 1825 على نهر ليتل كويهوغا، عند قمة قناة أوهايو وإيري التي كانت قيد التطوير آنذاك. يعود اسم المدينة إلى الكلمة اليونانية ἄκρον (آكرون) التي تعني القمة أو النقطة العالية. أُعيدت تسميتها لفترة وجيزة إلى "ساوث أكرون" بعد أن أسس إيليكيم كروسبي مدينة "نورث أكرون" المجاورة في عام 1833، قبل أن تندمجا معًا في قرية موحدة عام 1836. في العقد 1910، تضاعف عدد سكان أكرون، مما جعلها المدينة الأسرع نموًا في البلاد.
شهدت المدينة تاريخًا طويلاً في صناعة المطاط والإطارات، والتي ما زالت مستمرة اليوم عبر شركة جوديير للإطارات والمطاط، مما أكسب أكرون لقب "عاصمة المطاط في العالم". كما كانت تعرف سابقًا كمركز لتطوير الطائرات الهوائية. اليوم، يشمل اقتصادها مجالات التصنيع والتعليم والرعاية الصحية والبحث الطبي الحيوي؛ وتشمل أبرز جهات العمل مستشفى أطفال أكرون، وشركة جو جو للصناعات، وشركة فيرست إنرجي، ومستشفى سمة. ومن المؤسسات الهامة الأخرى متحف أكرون للفنون، ومسرح أكرون المدني، وقصر وحدائق ستان هاويت، وجامعة أكرون.
من الأحداث التاريخية البارزة في أكرون قانون مدارس أكرون لعام 1847 الذي أنشأ نظام التعليم من المرحلة الابتدائية حتى الثانوية (K–12)، وانتشار خطة أكرون المعمارية للكنائس، وتأسيس منظمة المدمنين المجهولين، وتجربة أكرون للوقاية من التضخم الدرقي باستخدام الملح المعالج باليود، وقضية المحكمة العليا لعام 1983 في قضية مدينة أكرون ضد مركز أكرون للصحة الإنجابية، بالإضافة إلى استضافة أجزاء من ألعاب المثليين لعام 2014. تُعد المدينة متنوعة عرقيًا، وقد شهدت خطبًا بارزة في مجال العلاقات العرقية ألقاها كل من سوجورنر تروث عام 1851 (الخطاب الشهير "ألست أنا امرأة؟")، ووليام إدوارد بورغاردت في عام 1920، والرئيس بيل كلينتون في عام 1997. شهدت أكرون أيضًا عدة فترات من الاضطرابات المدنية الكبرى مثل شغب عام 1900، وإضراب صناعة المطاط عام 1936، وأحداث شغب شارع ووستر عام 1968، واحتجاجات عام 2022 على مقتل جيلاند ووكر.

## التركيبة السكانية
قام مكتب تعداد الولايات المتحدة بتحديد بيانات التركيبة السكانية لآكرونفي تعداد الولايات المتحدة. في ما يلي، التركيبة السكانية حسب تعدادي 2000 و2010.

### تعداد عام 2000
بلغ عدد سكان أكرون 461 نسمة بحسب تعداد عام 2000، وبلغ عدد الأسر 173 أسرة وعدد العائلات 125 عائلة مقيمة في القرية.
وتوزع التركيب العرقي للقرية بنسبة 97.61% من البيض و 0.22% من الأمريكيين الأصليين و 1.74% من عرقين مختلطين أو أكثر.
بلغ عدد الأسر 173 أسرة كانت نسبة 35.3% منها لديها أطفال تحت سن الثامنة عشر تعيش معهم، وبلغت نسبة الأزواج القاطنين مع بعضهم البعض 52.6% من أصل المجموع الكلي للأسر، ونسبة 13.3% من الأسر كان لديها معيلات من الإناث دون وجود شريك، وكانت نسبة 27.7% من غير العائلات. تألفت نسبة 23.7% من أصل جميع الأسر من أفراد ونسبة 10.4% كانوا يعيش معهم شخص وحيد يبلغ من العمر 65 عاماً فما فوق. وبلغ الحجم الوسطي للأسر 3.06، أما الحجم الوسطي للعائلات فبلغ 2.64.
بلغ العمر الوسطي للسكان 35 عاماً. وكانت نسبة 29.7% من القاطنين تحت سن الثامنة عشر، وكانت نسبة 6.9% بين الثامنة عشر والأربعة وعشرون عاماً، ونسبة 30.6% كانت واقعةً في الفئة العمرية ما بين الخامسة والعشرون حتى والأربعة وأربعون عاماً، ونسبة 18.2% كانت ما بين الخامسة والأربعون حتى الرابعة والستون، ونسبة 14.5% كانت ضمن فئة الخامسة والستون عاماً فما فوق. يوجد لكل 100 أنثى 85.1 ذكر، ويوجد لكل 100 أنثى في الثامنة عشر من عمرها فما فوق 82.0 ذكر.
بلغ متوسط دخل الأسرة في القرية 35,208 دولار، أما متوسط دخل العائلة فبلغ 35,313 دولار. وكان متوسط دخل الذكور 31,806 دولار مقابل 23,295 دولار للإناث. وسجل دخل الفرد الخاص بالقرية 14,570 دولار. وكانت نسبة 12.2% من العائلات ونسبة 17.1% من السكان تحت خط الفقر، وكان من هؤلاء نسبة 26.2% تحت سن الثامنة عشر ولا أحد منهم في الخامسة والستين من العمر وما فوق.

### تعداد عام 2010
بلغ عدد سكان آكرون 199,110 نسمة بحسب تعداد عام 2010، وبلغ عدد الأسر 83,712 أسرة وعدد العائلات 47,084 عائلة مقيمة في المدينة. في حين سجلت الكثافة السكانية 3,209.9 نسمة لكل ميل مربع (1,239.3/كم2). وبلغ عدد الوحدات السكنية 96,288 وحدة بمتوسط كثافة قدره 1,552.3 لكل ميل مربع (599.3/كم2).
وتوزع التركيب العرقي للمدينة بنسبة 62.2% من البيض و 0.2% من الأمريكيين الأصليين و 2.1% من الأمريكيين ذوي الأصول الآسيوية و 31.5% من الأمريكيين الأفارقة و 3.2% من عرقين مختلطين أو أكثر.
بلغت نسبة الأزواج القاطنين مع بعضهم البعض 31.3% من أصل المجموع الكلي للأسر، ونسبة 19.5% من الأسر كان لديها معيلات من الإناث دون وجود شريك، بينما كانت نسبة 5.5% من الأسر لديها معيلون من الذكور دون وجود شريكة وكانت نسبة 43.8% من غير العائلات. تألفت نسبة 34.8% من أصل جميع الأسر من أفراد ونسبة 10.8% كانوا يعيش معهم شخص وحيد يبلغ من العمر 65 عاماً فما فوق. وبلغ الحجم الوسطي للأسر 2.98، أما الحجم الوسطي للعائلات فبلغ 2.31.
بلغ العمر الوسطي للسكان 35.7 عاماً. ونسبة 25.9% كانت واقعةً في الفئة العمرية ما بين الخامسة والعشرون حتى والأربعة وأربعون عاماً، ونسبة 25.9% كانت ما بين الخامسة والأربعون حتى الرابعة والستون، وتوزع التركيب الجنسي للسكان بنسبة 48.3% ذكور و51.7% إناث.